# Palmares (Brasile)
Palmares è un comune del Brasile nello Stato del Pernambuco, parte della mesoregione della Zona da Mata Pernambucana e della microregione della Mata Meridional Pernambucana.
Questo municipio è conosciuto anche con il nome Terra dei poeti o Atene Pernambuchiana, per essere stata la culla di importanti poeti di Pernambuco. Si tratta di un luogo piuttosto tradizionale e in passato molto importante per la storia dello Stato intero.

## Toponimo
Il suo nome è un omaggio al Quilombo di Palmares, che si insediò nella regione per un lungo periodo. Palmares è una delle divisioni geobotaniche del nord-est del Brasile e i palmeti costituiscono una particolarità della vegetazione del nord-est.

## Storia
La regione era primitivamente abitata dagli indigeni Trombetas. I primi riferimenti all'esistenza di un quilombo nell'area sono del 1580. Sotto la direzione di Zumbi, la regione prese impulso e assunse il nome con cui è conosciuta. I suoi abitanti si facevano chiamare Palmarinos, in italiano palmarini. Non si conosce una denominazione della zona prima dell'insediamento della popolazione nera. L'insediamento pare si estendesse per 260 km di lunghezza per 132 km di altezza, in una fascia parallela alla costa, dove erano distribuiti circa 50 000 abitanti. Quest'area si situava tra il Capo di Santo Agostinho in Pernambuco e il corso inferiore del fiume São Francisco, nello Stato di Alagoas.
Dal 1848 al 1873 Palmares ebbe vari nomi: fu chiamato Povoado dos Montes, borgo dei Montes, perché la terra era di proprietà della famiglia Montes, che lì fece costruire una cappella, oggi conosciuta come Catedral de Nossa Senhora da Conceição dos Montes; o Trombetas, dovuto alla leggenda che anticamente un soldato abbia perso una trombetta passando di là; o anche Povoado do Una, un omaggio al fiume che bagna la regione e finalmente Palmares. Infine fu a trionfare questa denominazione, per l'abbondanza di palme che crescono nella regione, principalmente delle varietà babaçu, carnaúba, pindoba, ouricuri e dendê.
Il 13 maggio 1862 fu creato la Comarca dos Palmares, per il rispetto della legge provinciale n° 520. Pochi anni più tardi, nel 1868 Palmares fu elevata alla categoria di Distretto, in attuazione della legge provinciale n° 844 del 28 settembre. Il 24 maggio 1873 divenne municipio autonomo, per la legge provinciale n° 1083, e il 9 giugno del 1879 Palmares si emancipò dal municipio di Agua Preta e acquistando statuto di Città (legge provinciale n° 1458).

## Economia
La principale attività economica è l'agroindustria della produzione di zucchero. Oltre alla canna da zucchero, si coltiva: patata dolce, mandioca, banana, aranci e abacaxi. A Palmares c'è una grande varietà di industrie di trasformazione di materie prime. Nel comune il commercio è un settore in espansione con stabilimenti di piccola e media dimensione; si differenziano i supermercati, i negozi di materiali edili, autoricambi e confezioni. Oggi il 59% degli abitanti di Palmares gestisce attività legate al commercio. Commercianti di varie città vicine si recano a Palmares per comprare e a questi appartiene il 40% circa dell'espressione economica del comune.

### Turismo
Nonostante la carica storica della città, sono presenti anche molte bellezze naturali. Il comune è attorniato da molta acqua, ideale per coloro che desiderano rilassarsi e fare dei bagni. Esistono molte attrattive, come le cascate di Caritó e Véu de Noiva, superiore ai 5 metri di dislivello e la Corredeira do Oratório, formata dall'acqua del fiume Una.